# Rosa gallica
Rosa gallica, ook Franse roos genoemd, is een struik uit de rozenfamilie (Rosaceae). Ze komt voor in Midden- en Zuid-Europa en West-Azië. Rosa gallica werd voor het eerst beschreven door Carl Linnaeus en gepubliceerd in zijn boek Species plantarum uit 1753. Linnaeus noemde deze roos Gallica, de oude naam voor Frankrijk, omdat hij dacht dat Frankrijk het oorsprongsgebied van deze wilde roos was. Met Rosa gallica is al vele eeuwen gekweekt en veel van de hedendaagse tuinrozen zijn van haar afgeleid. Gallicarozen worden tot de inofficiële groep van de historische of oude rozen gerekend.

## Beschrijving
Rosa gallica is een lage, bladverliezende struik die 50-80 cm hoog wordt en die zich met ondergrondse uitlopers vermeerdert. Daardoor vormt ze hagen die een groot grondoppervlak beslaan met vele scheuten. De scheuten zijn dicht bezet met verschillend lange, naaldvormige stekels en vaak ook met klierhaartjes. Op oudere takken zijn vaak alleen nog maar de littekens van de afgevallen stekels en klierhaartjes te zien. De bladeren zijn oneven geveerd, met meestal vijf, soms drie of zeven, blauwgroene blaadjes. De bloemen staan solitair of met enkele bijeen op met klierharen bezette steeltjes.
De wilde vorm van deze roos heeft enkelvoudige bloemen met vijf of meer bloembladen. De kleur van de bloemblaadjes varieert tussen de verschillende struiken van zeer lichtroze tot rozerood. Ze zijn iets naar binnen gekruld en zitten om een gele meeldradenkrans. Ze verspreiden een lichte, welriekende geur. Rosa gallica bloeit éénmaal per jaar. De bloeitijd is in juni. De rozenbottels zijn meestal bolvormig, soms eivormig, met een diameter van 10-13 mm. De kleur is oranje tot bruinachtig. De roos zaait zich gemakkelijk uit en dit is hoofdzakelijk de reden waarom er van Rosa gallica zo veel varianten bestaan.

## Teelt
Rosa gallica was in de oudheid al wijdverbreid. In de Middeleeuwen werd ze voornamelijk gekweekt als medicinale plant en voor cosmetische doeleinden. Zeer vroeg ontwikkelde zich uit de wilde vorm een rode halfgevulde roos (1-1,5 m hoog), de apothekersroos (Rosa gallica 'Officinalis' Andr.). Misschien bestond ook zij al in de oudheid. Vanaf de 12e of 13e eeuw werd de apothekersroos rond de stad Provins bij Parijs op grotere schaal verbouwd. De apothekersroos wordt daarom ook vaak Rose de Provins (Rosa provincialis Herrm.) genoemd. Sinds de 15e eeuw is een rood-wit gestreepte sport van de apothekersroos bekend, Rosa Gallica 'Versicolor', ook 'Rosa Mundi' genoemd. Verdere sinds de 16e eeuw bekende gallica-soorten zijn onder andere de fluweelrozen zoals bijvoorbeeld 'Tuscany' ('The Old Velvet Rose', Rosa holoserica) in donker fluweelpaars met goudgele meeldraden. Tegenwoordig is de door Thomas Rivers voor 1837 in Engeland gekweekte zaailing 'Tuscany Superb' bekender, die iets grotere bloemen heeft.
De doelbewuste selectie van Gallicarozen met speciale eigenschappen voor de toepassing in tuinen begon waarschijnlijk pas in de 18e eeuw, vooral in de Nederlanden. Deze cultivars werden naar Frankrijk, Engeland en Duitsland  geëxporteerd, bijvoorbeeld 'Bizarre Triomphante', later bekend onder de naam 'Charles de Mills'. De belangrijkste kweek van Gallicarozen vond dan voornamelijk tussen 1810 en 1840 in Frankrijk plaats. Rond 1900 werden in een Franse rozencatalogus bijna 2000 verschillende soorten Gallicarozen vermeld.
De meeste daarvan zijn verloren gegaan. Anno 2020 bevinden er zich nog ongeveer 300 verschillende soorten Gallicarozen in verschillende collecties in de wereld.

## Afbeeldingen

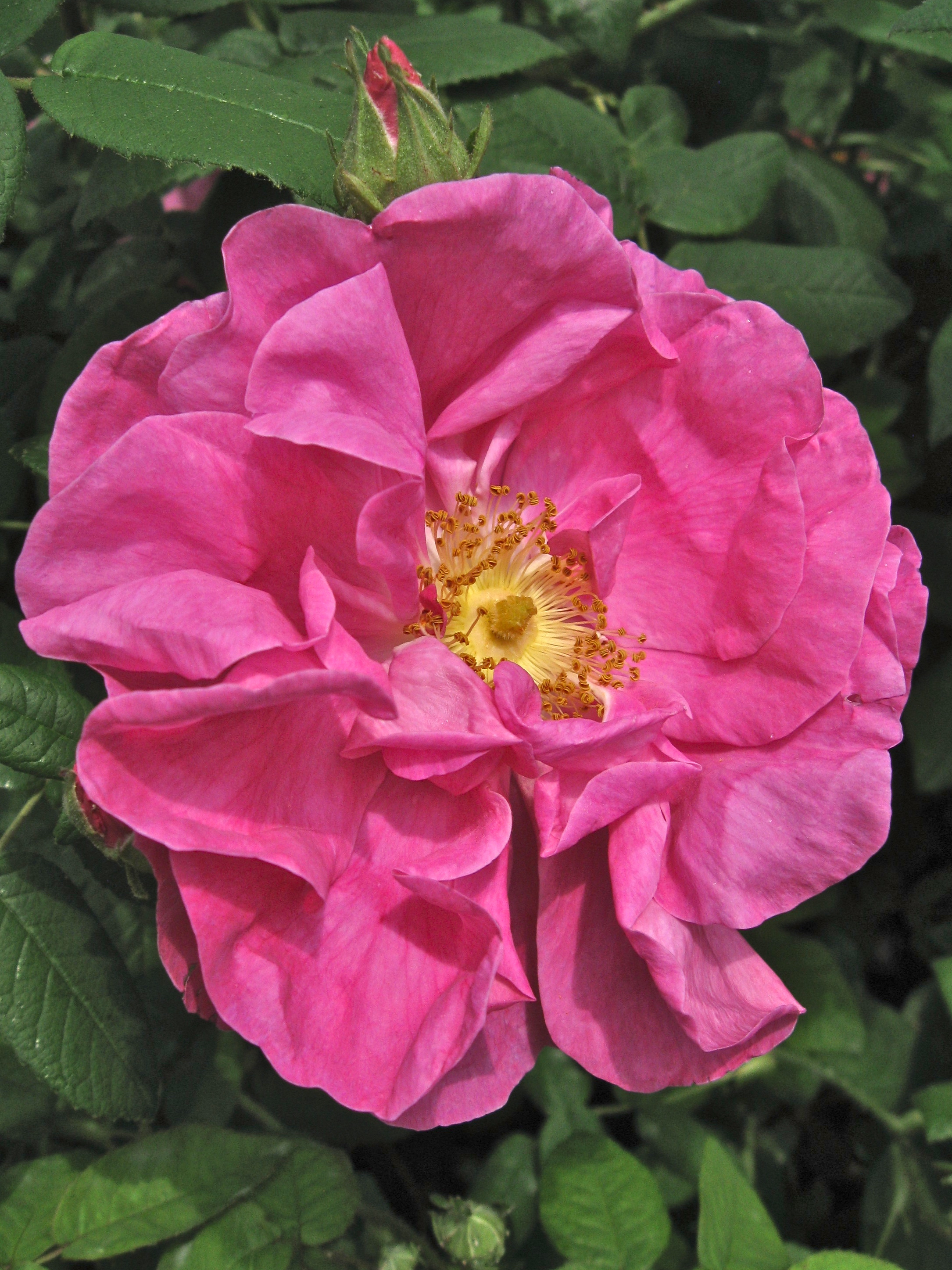
Apothekersroos (Rosa gallica 'Officinalis')
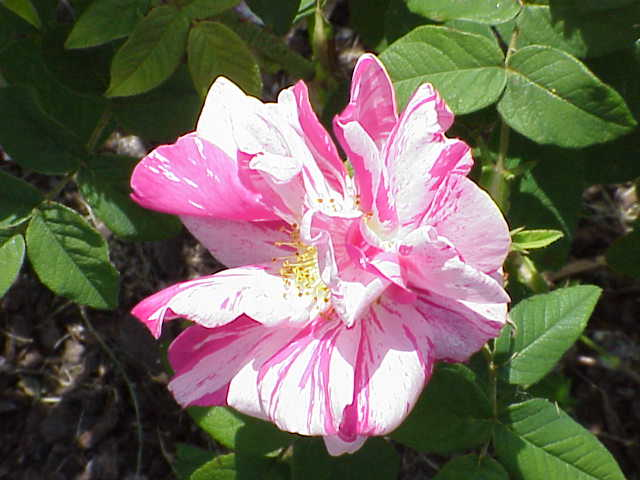
'Rosa Mundi'
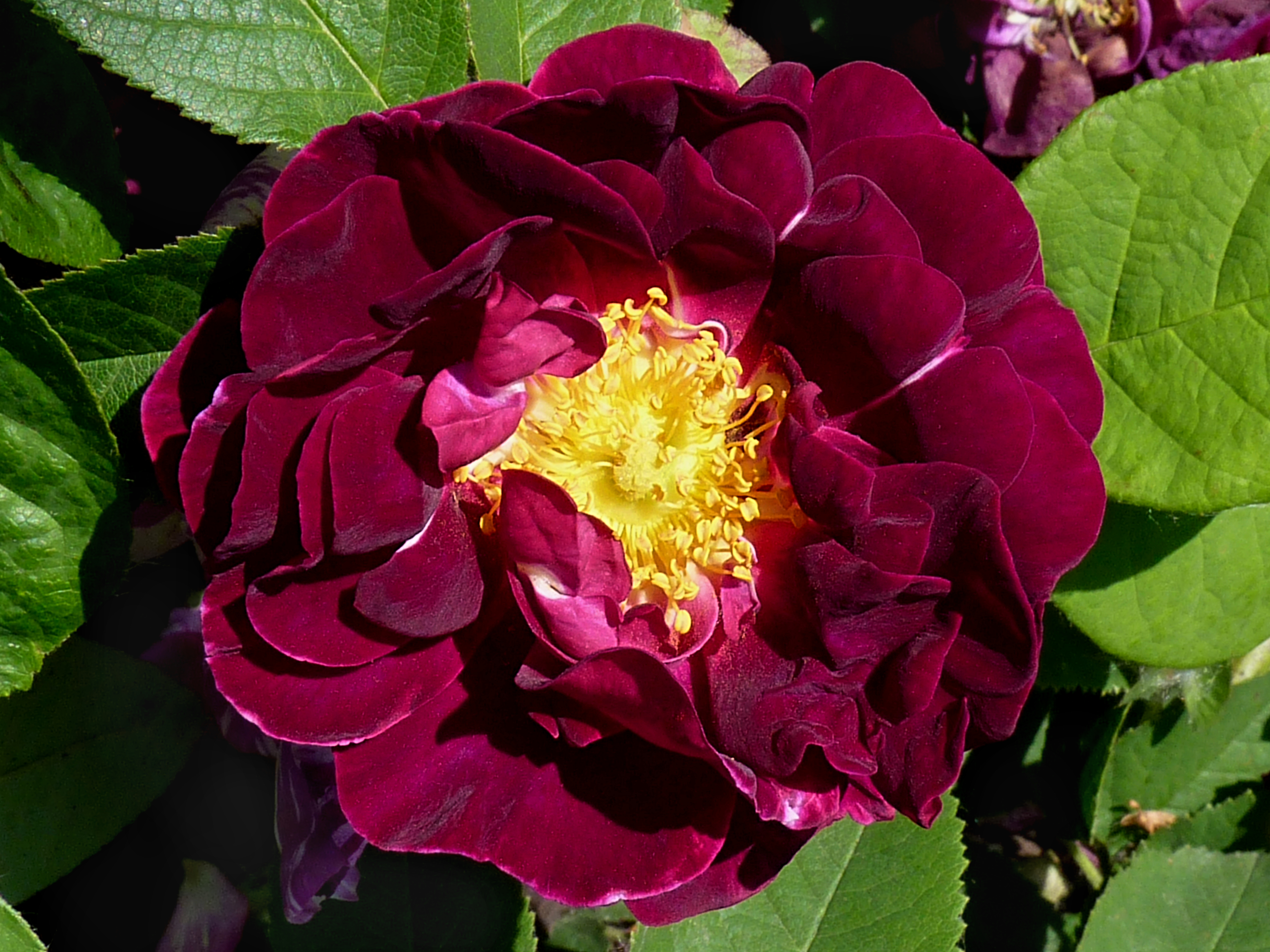
'Tuscany'
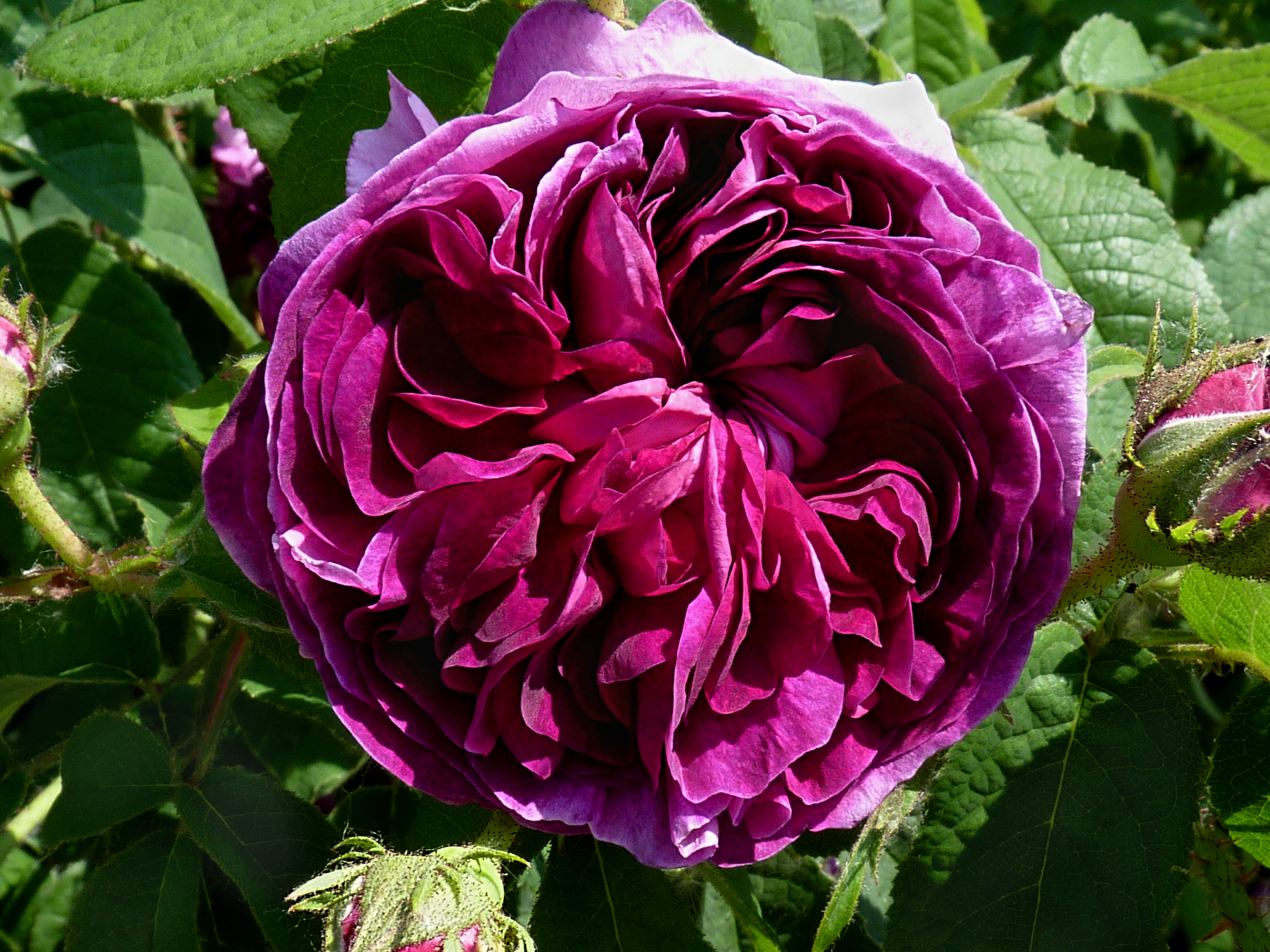
'Charles de Mills'